# Giovanni Bonzano

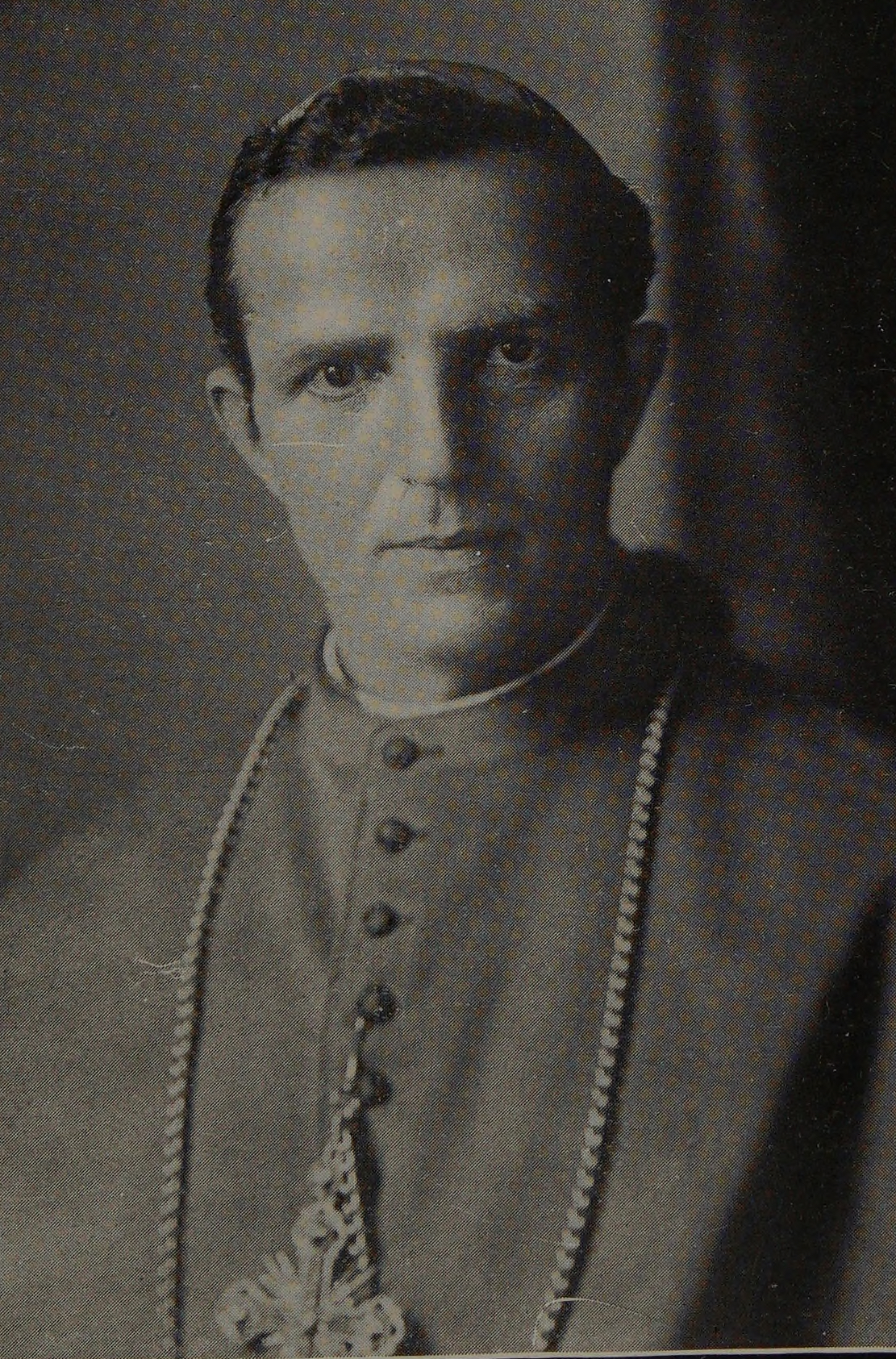
Erzbischof Giovanni Bonzano als Apostolischer Delegat in den USA (1913)

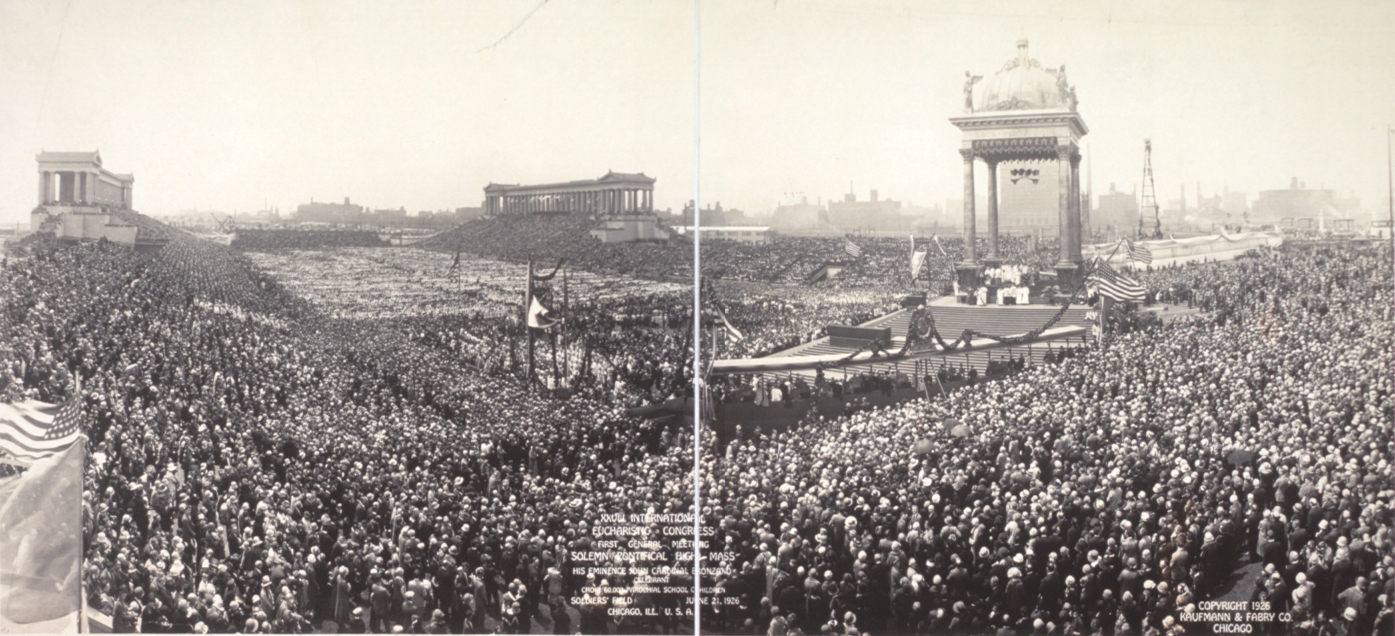
Pontifikalhochamt beim Internat. Eucharistischen Kongress in Chicago 1926, zelebriert durch den Päpstlichen Legaten Kardinal Bonzano

Giovanni Vincenzo Kardinal Bonzano (* 27. September 1867 in Castelletto Monferrato; † 26. November 1927 in Rom) war ein Kardinal der römisch-katholischen Kirche.

## Leben
Giovanni Bonzano studierte in Rom die Fächer Katholische Theologie und Philosophie und empfing am 21. Mai 1890 das Sakrament der Priesterweihe. Von 1891 bis 1897 wirkte er als Missionar in China. 1899 wurde er Generalvikar des Bistums Vigevano. Von 1901 bis 1912 unterrichtete er an der Päpstlichen Universität Urbaniana, die er ab 1904 als Rektor leitete. 
Am 2. Februar 1912 ernannte ihn Papst Pius X. zum Apostolischen Delegaten in den USA und am nächsten Tag zum Titularerzbischof von Melitene. Die Bischofsweihe spendete ihm Kardinal Merry del Val am 3. März desselben Jahres. Mitkonsekratoren waren der Bischof von Vigevano, Pietro Berruti, und der Rektor des Päpstlichen Nordamerika-Kollegs, Thomas Francis Kennedy.
Papst Pius XI. nahm Giovanni Vincenzo Bonzano 11. Dezember 1922 als Kardinalpriester mit der Titelkirche San Pancrazio, ab 1924 Santa Susanna, in das Kardinalskollegium auf und entsandte ihn 1926 als päpstlichen Legaten zum Internationalen Eucharistischen Kongress nach Chicago. Giovanni Bonzano starb am 26. November 1927 in Rom und wurde in der Kirche der Franziskanermissionare in Grottaferrata bestattet.